# Box Barstadion
Het Box Barstadion is een multifunctioneel stadion in Banjul, een stad in Gambia. Het stadion wordt vooral gebruikt voor voetbalwedstrijden, het Gambiaans voetbalelftal maakte gebruik van dit stadion. Ook de wedstrijden voor de Beker van Gambia vonden regelmatig in dit stadion plaats. In 1984 werd er een nieuw nationaal stadion geopend, het Independence Stadium. In het stadion is plaats voor 10.000 toeschouwers. Het stadion werd geopend in 1952 en gesloten in 1983.